# 吉見真叶
吉見 真叶（よしみ まかな、1998年12月19日-）は、ミヤギテレビのアナウンサー。

## 人物
東京都江東区出身。立教大学文学部教育学科卒業。
大学在学時には、放送研究会に所属し、BS朝日、AbemaTVなどに出演。
大学を卒業後、2021年4月に山形テレビに入社し、同局のアナウンサーになる。
東京出身でありながら山形の放送局で勤務するというのは珍しいケースである。
2024年4月にミヤギテレビに移籍した。
特技は剣道（三段）。高校時代に剣道部に所属。
趣味はお酒と落語を聴くこと。